# National Information Standards Organization
National Information Standards Organization (NISO) een Amerikaanse non-profitorganisatie die technische normen publiceert over bibliografische en bibliotheek-toepassingen.
Veelal Amerikaanse bedrijven en universiteiten zijn lid van deze organisatie.
De namen van NISO normen beginnen met "ANSI/NISO Z39.".

Voorbeelden hiervan zijn:
| Code                  | norm voor                                                                    |
| --------------------- | ---------------------------------------------------------------------------- |
| ANSI/NISO Z39.2       | MARC voor bibliografische gegevens                                           |
| ANSI/NISO Z39.50      | een client-server netwerkprotocol voor toegang tot bibliografische databases |
| ANSI/NISO Z39.53      | drieletterige taalcodes uit 1987, nu vervangen door ISO 639-2                |
| ANSI/NISO Z39.86-2005 | DAISY-formaat                                                                |
| ANSI/NISO Z39.88      | OpenURL                                                                      |